# Jensens Bøfhus
Jensens Bøfhus er en dansk restaurantkæde med 21 bøfrestauranter i Danmark, 6 i Sverige og 1 i Norge. Palle Skov Jensen åbnede den første restaurant i centrum af Aarhus i 1984 under navnet Bøf España. I årene efter købte han yderligere en håndfuld restauranter, og i 1990 blev navnet ændret til Jensen's Bøfhus, og på det tidspunkt var der i alt fem restauranter. I 2016 fjernes apostroffen i navnet, sådan at navnet er Jensens Bøfhus og følger Retskrivningsordbogen.
Virksomheden drives i aktieselskabet Danske Familierestauranter A/S, og omsatte i 2012 for 943 mio. kr. Jensens Bøfhus beskæftiger næsten 2.000 medarbejdere og besøges af flere end 5,5 mio gæster om året.

## Historie
I 1997 begyndte Jensens Bøfhus selv at opskære og modne kødet til restauranterne på en skærestue i Holstebro. Det førte i år 2000 til etableringen af Jensen's Foods og fabrikken i Struer. Herfra sendes kød og saucer til restauranterne, men også færdigretter som f.eks. spareribs, saucer og coleslaw, der sælges i detailhandlen, laves her. I 2012 skiftede Jensen's Foods navn til Jensen's Køkken og 2016 til Jensens Køkken.
Fra 2007 til 2016 havde Jensens Bøfhus en afdeling i Lübeck i Tyskland. Den 2. maj 2012 åbnede Jensens Bøfhus sin første restaurant i den norske hovedstad Oslo. Jensens Bøfhus har dermed restauranter i tre lande: Danmark, Norge og Sverige.
I 2013 rundede omsætningen en mia. kr. Siden er omsætningen faldet voldsomt og lå i 2019 på 472 mio. kr.
I en højesteretsdom den 19. september 2014 vurderer Højesteret, at "Jensens" har fornødent særpræg til at kunne opnå beskyttelse efter varemærkeloven, og at restauratøren Jacob Jensen har udnyttet Jensens Bøfhus' varemærke ved at markedsføre sin restaurant "Jensens Fiskerestaurant" i Sæby. Sæby Fiskehal, som driver Jensens Fiskerestaurant, skal betale 200.000 kr. til Jensens Bøfhus for krænkelse af varemærkerettigheder og for at bruge det logo, som blev forbudt ved Sø- og Handelsrettens dom sidste år. Efter kendelsen bliver Jensens Bøfhus på sociale medier udsat for en shitstorm, med forbrugerkritik og trusler om boykot.
I 2018 blev flere restauranter i Danmark lukket på grund af et stort underskud i regnskabsåret 2017.
Kædens hovedkontor ligger ved Fruens Bøge i Odense ved en af kædens restauranter.